# Myrsine kermadecensis
Myrsine kermadecensis, ook wel Kermadec mapou genoemd, is een soort uit de sleutelbloemfamilie (Primulaceae). Het is een kleine boom met golvende donkergroene bladeren en kleine paarse of witte vruchten.
De soort is endemisch op de Kermadeceilanden, waar deze met name voorkomt op Raoul Island. De plant wordt daar aangetroffen in droge bossen.